# Eyprepocnemis schulzei
Eyprepocnemis schulzei är en insektsart som beskrevs av Roger Roy 1964. Eyprepocnemis schulzei ingår i släktet Eyprepocnemis och familjen gräshoppor. Inga underarter finns listade i Catalogue of Life.